# Adam Kopczyński
Adam Jakub Kopczyński [výsl. přibližně kopčiňski] (2. srpna 1948, Krakov – 8. února 2021) byl polský hokejový obránce.

## Hráčská kariéra

### Klubová kariéra
Hrál za týmy Cracovia Krakow (1966–1969), ŁKS Łódź (1970–1980 a 1985) a v Belgii. Za 15 sezón nastoupil v polské lize ve 413 utkáních a dal 131 gólů.

### Reprezentační kariéra
Polsko reprezentoval na olympijských hrách v roce 1972 a na 5 turnajích mistrovství světa v letech 1969, 1971, 1973, 1974 a 1975. Celkem za polskou reprezentaci nastoupil ve 107 utkáních a dal 6 gólů.